# برج چاملیجا
برج چاملیجا (ترکی استانبولی: Küçük Çamlıca TV-Radyo Kulesi برج مخابراتی با سکوهای بازدید و رستوران در تپه کوچک چاملیجا در منطقه اسکدار استانبول، ترکیه است.
ساخت و ساز برج در اواخر سال ۲۰۱۶ آغاز شد و چهار سال بعد در سپتامبر ۲۰۲۰ به پایان رسید. با این حال، قرار بود این پروژه تا پایان سال ۲۰۱۹ تکمیل شود که در ۲۹ می ۲۰۲۱ افتتاح شد.

## طراحی معماری
این برج توسط شرکت معماری Melike Altınışık توسط معمار Melike Altınışık طراحی شده است. طراحی ساختمان از گل لاله الهام گرفته شده است که نمادی برای مردم ترک در دوره عثمانی است. محور اصلی برج شامل ریشه و ساقه تغذیه کننده لاله است. تراس تماشا و طبقات رستوران شبیه یک غنچه لاله است که هنوز شکوفا نشده است.

## مشخصات سازه
ارتفاع کل برج ۳۶۹ متر (۱٬۲۱۱ فوت) است. ۲۲۱ متر (۷۲۵ فوت) برج یک سازه بتنی و ۴۹ طبقه با ۱۸ متر (۵۹ فوت) ارتفاع است. ارتفاع آنتن فولادی برج ۱۶۸ متر (۵۵۱ فوت). ارتفاع کل برج ۵۸۷ متر (۱٬۹۲۶ فوت) بالاتر از سطح دریا است و عنوان مرتفع‌ترین سازه استانبول را به خود اختصاص داده است.

## هزینه پروژه
در اولین مناقصه که در ۳۱ دسامبر ۲۰۱۴ برگزار شد، هزینه پروژه ۷۳٫۱ میلیون دلار آمریکا اعلام شد. با این حال، به دلیل تغییر شرایط ساختمان، ۳ پیشنهاد جدید ارائه شد. و هزینه پروژه با رقم ۱۲۱٫۷ میلیون دلار آمریکا (۳۸۱٫۸ میلیون لیره ترکیه) نهایی شد.